# Chevigney
Chevigney település Franciaországban, Haute-Saône megyében. Lakosainak száma 37 fő (2022. január 1.). Chevigney Vadans, Broye-Aubigney-Montseugny, Pesmes, La Grande-Résie, Sauvigney-lès-Pesmes és Valay községekkel határos.

## Népesség
A település népességének változása:
| Lakosok száma | 36   | 36   | 36   | 36   | 36   | 35   | 36   | 37   |
|               | 2013 | 2015 | 2017 | 2018 | 2019 | 2020 | 2021 | 2022 |